# Condado de Alachua
El condado de Alachua es un condado ubicado en el estado de Florida. En el censo de los Estados Unidos de 2020, su población era de 278 468 habitantes. Su sede está en Gainesville.

## Historia
El condado de Alachua fue creado en 1824. Su nombre es una palabra que significa dolina (depresión en la roca generalmente formada por el colapso de capas inferiores) en la lengua creek o timucua. La sede del condado era Newnansville hasta 1854, cuando fue cambiada por Gainesville.

## Demografía
Según el censo de los Estados Unidos de 2020, el condado cuenta con 278 468 habitantes, y en lo de 2000  217 955 habitantes, 87 509 hogares y 47 779 familias residentes. La densidad de población es de 96 hab/km² (249 hab/mi²). Hay 95 113 unidades habitacionales con una densidad promedio de 42 u.a./km² (109 u.a./mi²). La composición racial de la población del condado es 73,47% blanca, 19,30% afrodescendiente o negra, 0,25% nativa americana, 3,54% asiática, 0,03% de las islas del Pacífico, 1,40% de otros orígenes y 2,02% de dos o más razas. El 5,73% de la población es de origen hispano o latino cualquiera que sea su raza de origen.
De los 87 509 hogares, en el 25,20% de ellos viven menores de edad, 38,80% están formados por parejas casadas que viven juntas, 12,30% son llevados por una mujer sin esposo presente y 45,40% no son familias. El 29,10% de todos los hogares están formados por una sola persona y 6,40% de ellos incluyen a una persona de más de 65 años. El promedio de habitantes por hogar es de 2,34 y el tamaño promedio de las familias es de 2,94 personas.
El 20,20% de la población del condado tiene menos de 18 años, el 23,20% tiene entre 18 y 24 años, el 27,70% tiene entre 25 y 44 años, el 19,30% tiene entre 45 y 64 años y el 9,60% tiene más de 65 años de edad. La mediana de la edad es de 29 años. Por cada 100 mujeres hay 95,40 hombres y por cada 100 mujeres de más de 18 años hay 93,20 hombres.
La renta media de un hogar del condado es de $31 426, y la renta media de una familia es de $46 587. Los hombres ganan en promedio $31 971 contra $26 059 para las mujeres. La renta per cápita en el condado es de $18 465. El 22,80% de la población y el 12,20% de las familias tienen entradas por debajo del nivel de pobreza. De la población total bajo el nivel de pobreza, el 19,40% son menores de 18 y el 9,70% son mayores de 65 años.

## Ciudades y pueblos
- Alachua
- Archer
- Gainesville
- Hawthorne
- High Springs
- Haile Plantation (no incorporada como municipalidad)
- Jonesville (no incorporada como municipalidad)
- La Crosse
- Micanopy
- Newberry
- Waldo

## Educación
Las Escuelas Públicas del Condado de Alachua gestiona escuelas públicas.

### Administración local
- Consejo de Comisionados del Condado de Alachua Archivado el 2 de marzo de 2007 en Wayback Machine.
- Supervisión de elecciones del Condado de Alachua
- Registro de propiedad del Condado de Alachua
- Oficina del alguacil del Condado de Alachua
- Oficina de impuestos del Condado de Alachua

### Turismo
- Oficina de turismo del Condado de Alachua

- Datos: Q488826
- Multimedia: Alachua County, Florida / Q488826